# William H. Gass
Pour les articles homonymes, voir Gass.
Œuvres principales
- Au cœur du cœur de ce pays
- Le Tunnel

William Howard Gass, né le 30 juillet 1924 à Fargo, au Dakota du Nord, et mort le 6 décembre 2017 à University City au Missouri, est un écrivain américain.

## Biographie
Professeur de philosophie à l'université Washington de Saint-Louis, William H. Gass est notamment marqué par l'enseignement de Ludwig Wittgenstein. Considéré aux États-Unis comme l'un des plus grands écrivains de sa génération, il est l'auteur de trois romans, La Chance d'Omensetter (Omensetter's Luck, 1966), Le Tunnel (The Tunnel, 1995), récompensé par l'American Book Award en 1996 et traduit en français par Claro) et Le Musée de l'Inhumanité (Middle C, 2013) (également traduit en français par Claro). 
Également nouvelliste, essayiste et critique littéraire réputé, il a fait paraître trois recueils de nouvelles, ainsi que sept volumes d'essais (dont trois ont remporté le National Book Critics Circle Award) et de critiques.

## Œuvre

### Romans
- Omensetter's Luck (1966) Publié en français sous le titre La Chance d'Omensetter, traduit par Marie Dulac, Paris, Gallimard, coll. « Du monde entier », 1969 (BNF 33021321)
- The Tunnel (1995) Publié en français sous le titre Le Tunnel, traduit par Claro, Paris, Le Cherche midi, coll. « Lot 49 », 2007  (ISBN 978-2-7491-0551-2)
- Middle C (2013) Publié en français sous le titre Le Musée de l'inhumanité, traduit par Claro, Paris, Le Cherche midi, coll. « Lot 49 », 2014  (ISBN 978-2-7491-3307-2)

### Novellas
- Willie Masters' Lonesome Wife (1968)
- The First Winter of My Married Life (1979)

### Recueils de nouvelles
- In The Heart of the Heart of the Country (1968) Publié en français sous le titre Au cœur du cœur de ce pays, traduit par Marc Chénetier et Pierre Gault, Paris, Éditions Robert Laffont, coll. « Pavillons », 1970 (BNF 35210981) ; réédition, Paris, Rivages, coll. « Littérature étrangère », 1989  (ISBN 2-86930-271-1) ; réédition, Paris, Rivages, coll. « Rivages poche. Bibliothèque étrangère » no 146, 1995  (ISBN 2-86930-878-7)
- Cartesian Sonata and Other Novellas (1998)[4] Publié en français sous le titre Sonate cartésienne, et autres récits, traduit par Marc Chénetier, Paris, Le Cherche midi, coll. « Lot 49 », 2009  (ISBN 978-2-7491-1087-5) ; réédition, Paris, 10/18, coll. « Domaine étranger » no 4507, 2011  (ISBN 978-2-264-05098-4)
- Eyes (2015) Publié en français sous le titre Regards, traduit par Marc Chénetier, Paris, Le Cherche midi, coll. « Lot 49 », 2017  (ISBN 978-2-7491-5252-3)

### Autres publications
- Fiction and the Figures of Life (1970)
- On Being Blue: A Philosophical Inquiry (1976)
- The World Within the Word (1978)
- Habitations of the Word (1984)
- Finding a Form: Essays (1997)
- Reading Rilke: Reflections on the Problems of Translation (1999)
- Tests of Time (2002)
- Conversations With William H. Gass (2003)
- A Temple of Texts (2006)